# Martin Söderquist

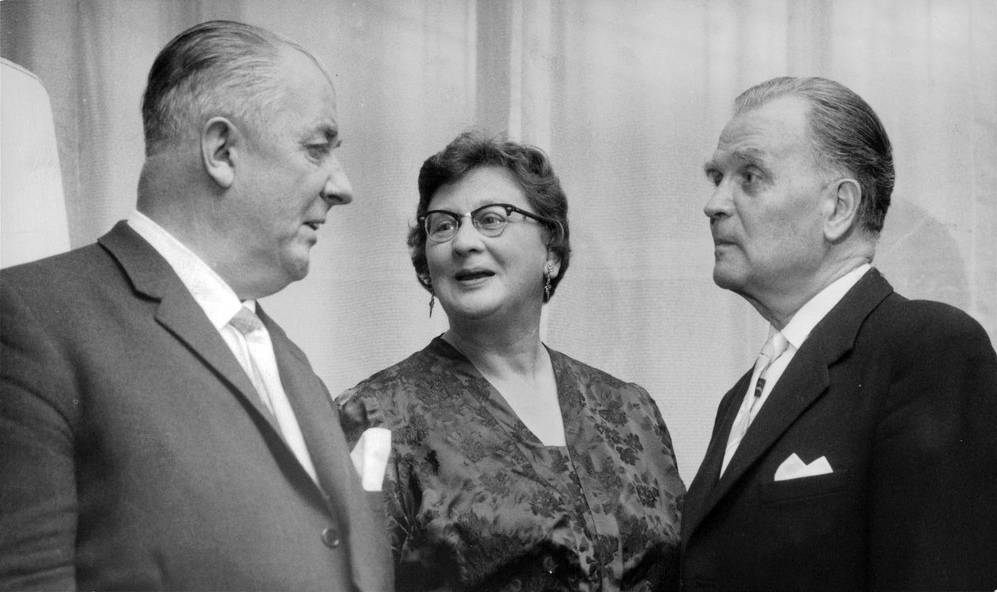
Martin Söderquist (till höger) diskuterar med kommunaldirektör Gustaf Berg och doktorinnan Anna-Greta Nyström.

Martin Söderquist, född 25 juni 1893 i Mönsterås, död 14 december 1974 i Solna, var en svensk statstjänsteman och politiker (folkpartist). Han var far till Karl-Gustaf Söderquist.
Efter att ha arbetat som bland annat journalist och kommunaltjänsteman blev Martin Söderquist 1931 amanuens och aktuarie vid Riksförsäkringsanstalten, där han 1947 blev förste aktuarie och 1952–1959 förste byråsekreterare.
Han var aktiv i frisinnade landsföreningen och senare folkpartiet, där han bland annat var ordförande för länsförbundet i Stockholms län 1949–1959. Han var ledamot av Råsunda municipalsamhälles municipalfullmäktige och municipalnämnd och därefter (efter att Solna stad bildades) i Solna stadsfullmäktige 1943–1952. I Solna satt han även i drätselkammaren 1948–1951. Han var ledamot av Stockholms läns landsting 1945–1963 och var landstingsfullmäktiges ordförande 1959–1963.
Martin Söderquist var riksdagsledamot i första kammaren för Stockholms och Uppsala läns valkrets 1950–1962. I riksdagen var han bland annat ledamot i bevillningsutskottet 1953–1962. Som riksdagspolitiker engagerade han sig inte minst i sociala trygghetsfrågor. Söderquist är begravd på Solna kyrkogård.